# Thyregis relictus
Thyregis relictus är en skalbaggsart som beskrevs av Matthews 1976. Thyregis relictus ingår i släktet Thyregis och familjen bladhorningar. Inga underarter finns listade i Catalogue of Life.